# Nouvelle-Galles du Sud
Cet article concerne l'État d'Australie. Pour l'ancienne région du Canada, voir Nouvelle-Galles du Sud (Canada).
« NSW » redirige ici. Pour les autres significations, voir NSW (homonymie).
La Nouvelle-Galles du Sud (NGS, en anglais : New South Wales), aussi connu sous le sigle NSW, est le plus peuplé des États australiens. Sa capitale est Sydney, ville la plus peuplée du pays. Elle est située dans le sud-est de l'île principale et partage ses frontières avec le Queensland au nord, avec l'Australie-Méridionale à l'ouest et avec le Victoria au sud. Elle est bordée par les mers de Corail (jusqu'au parallèle 30° sud) et de Tasman à l'est. La Nouvelle-Galles du Sud encercle le Territoire de la capitale australienne (ACT), où se trouve la capitale de l’Australie, Canberra, ainsi que le  Territoire de la baie de Jervis, situé au sud-est et adjacent à la mer de Tasman. 
Historiquement, elle est le premier État d'Australie. Créé en 1788, il couvre à l'origine la plus grande partie du continent australien ainsi que la Nouvelle-Zélande, les îles Lord Howe et Norfolk, mais au cours du XIXe siècle de grandes parties sont séparées pour former les colonies britanniques de Tasmanie (1825), d'Australie-Méridionale (1836), du Victoria (1851) et du Queensland (1859). En 2018, sa population est estimée à 8 millions d'habitants. L'État tire son nom de la région de Galles du Sud du pays de Galles, au Royaume-Uni. Les services officiels australiens écrivent « nouvelle » au singulier.

## Géographie
La Nouvelle-Galles du Sud est bordée au nord par le Queensland, à l'ouest par l'Australie-Méridionale, au sud par le Victoria et à l'est par les mers de Corail (jusqu'au parallèle 30° sud) et de Tasman.
Géographiquement, la Nouvelle-Galles du Sud peut être divisée en quatre régions :
- à l'est, une bande côtière avec un climat allant du tempéré au sud jusqu'au subtropical au nord, à la limite du Queensland. Cette région contient la plus grande partie de la population de l'État notamment dans les trois villes principales de l'État : Newcastle et son agglomération au nord, Sydney au centre et Wollongong au sud. On y trouve les régions de la Côte Sud (South Coast en anglais), de l'Illawarra, de la Côte Centrale (Central Coast) et de la Côte Nord (North Coast) ;
- plus à l'ouest, une zone montagneuse correspondant à la Cordillère australienne avec ses hauts plateaux et quelques monts dont la plupart ne dépassent pas les 1 000 mètres, mais aussi le point culminant du continent australien : le mont Kosciuszko (2 229 mètres). On y trouve les régions des Hautes Terres du Sud (Southern Highlands) au sud, des plateaux centraux (Central Tablelands) au centre et de la Nouvelle-Angleterre (New-England) au nord ;
- encore plus à l'ouest, une vaste zone de plaines se rétrécissant du sud au nord, avec une importante mise en valeur agricole grâce au plus vaste bassin hydrographique d'Australie, celui du Murray-Darling. La population y est plus clairsemée que sur la côte, avec la Riverina et les versants Sud-Ouest (South West Slopes) de la Cordillère au sud, l'Orana et le Centre-Ouest (Central West) au centre ainsi que les versants Nord-Ouest (North West Slopes) de la Cordillère au nord ;
- sur la moitié ouest, une zone plus ou moins désertique s'élargissant du sud au nord : le Far West australien avec quelques rares campements et la seule ville minière de Broken Hill.

Il existe deux enclaves dans l'État : le territoire de la capitale australienne et le territoire de la baie de Jervis.
La Nouvelle-Galles du Sud abrite :
- le parc national d'Arakwal, peuplé traditionnellement du peuple Arakwal (en), créé en 2001 ;
- le parc national des Coolah Tops, créé en 1996 ;
- le parc national Cattai ;
- le parc national de Boonoo Boonoo.

Les gigantesques incendies de décembre 2019 ont eu un impact considérable sur la faune locale. Quelque 480 millions d'animaux auraient péri.

### Climat
L'État connaît un climat subtropical humide sur une majeure partie de son territoire. Les hivers sont souvent doux, et les étés moites. L'influence désertique se fait toutefois de plus en plus sentir vers l'intérieur des terres. Il peut y avoir de grandes variations de températures. Le maximum de 50,0 °C a été atteint le 11 janvier 1939 à Wilcannia. Le minimum de −23,0 °C a été atteint à Charlotte Pass le 29 juin 1994. Ce minimum est aussi la température la plus basse jamais enregistrée en Australie en dehors de l'Antarctique.

## Histoire

### Époque aborigène
La première présence humaine sur le continent australienne remonte de 40 000 à 60 000 ans — selon les différents chercheurs — avant notre ère. À cette époque, huit détroits séparent Java et l'Australie. Les premières personnes doivent donc arriver en bateau au nord de l'Australie, découvrant un horizon inconnu. Les colons se sont ensuite déplacés progressivement vers le sud et, par la suite, sont arrivés en Nouvelle-Galles du Sud. Il y a environ 13 000 ans, à la fin de la période glaciaire, la Nouvelle-Guinée et la Tasmanie se sont séparées du reste du continent et les Aborigènes d'Australie ont commencé une longue période d'isolement coupée de toute influence extérieure.
L'Homme de Mungo est un ancien habitant de la Nouvelle-Galles du Sud qui aurait vécu, il y a environ 40 000 ans au Pléistocène et a été découvert au bord du lac Mungo, à 3 000 kilomètres de la côte nord de l'Australie. Il a été enterré avec un cérémonial : on a trouvé près de lui des outils en pierre, des os de wombats (espèces disparues et de kangourous géants). Ces restes sont les plus anciens restes humains trouvés en Australie mais leur âge est encore sujet à polémique. De récentes études de l'ADN mitochondrial mettraient en doute l'origine unique du genre humain, ce qui prête aussi à controverse.
Les populations aborigènes avaient une mythologie commune appelée le temps du rêve (Tjukurpa en langue anangu) ou le rêve. Le « temps du rêve » explique les origines du monde, de l’Australie et de ses habitants. L'art indigène australien est l'une des traditions les plus anciennes du monde. Des exemples d'art rupestre peuvent être trouvés dans les parcs publics, même dans les villes principales comme au parc national Ku-ring-gai Chase à Sydney.
En 1770, l'explorateur anglais James Cook note ses impressions sur les Aborigènes de Nouvelle-Hollande (Nouvelle-Galles du Sud) dans son journal : « En réalité ils sont bien plus heureux que nous les Européens… Ils vivent dans la tranquillité qui n'est pas troublée par l'inégalité de la condition. La terre et la mer leur fournissent toutes les choses nécessaires pour vivre… Ils vivent dans un climat agréable et ont un air très sain… ils n'ont aucune abondance. »

### Découverte et établissement des Européens
En 1770, l'explorateur anglais James Cook découvre la côte est de la Nouvelle-Hollande, qui sera par la suite, renommée « Nouvelle-Galles du Sud ».
Le 26 janvier 1788, jour actuel de la fête nationale australienne, arrive la First Fleet commandée par le capitaine Arthur Phillip avec ses 11 bateaux, ses 700 prisonniers, ses gardiens. Il établit une colonie pénale britannique à Port Jackson, sur le site où se trouve aujourd’hui la ville de Sydney. Il est le premier gouverneur de l’État de 1788 à 1792.
Après quelques années de chaos et d’anarchie qui voient le renversement du gouverneur William Bligh lors de la révolte du rhum, un nouveau gouverneur, le lieutenant Lachlan Macquarie, à la tête de l’État de 1810 à 1821, entreprend la construction de routes, quais, églises, bâtiments publics. Il organise les premières expéditions pour explorer la région.
En 1813, William Wentworth, Gregory Blaxland et William Lawson mènent une expédition d’exploration et réussissent à se frayer un passage pour traverser la région montagneuse (connue sous le nom des « Blue Mountains ») à l’ouest de Sydney. Ils ouvrent ainsi une voie aux vastes zones agricoles qui y existent actuellement.

### Ruée vers l'or
En 1851, la découverte d'or dans la région va attirer une foule de chercheurs et la population de la région va atteindre les 100 000 habitants en 1860.

### Fédération

Les frontières de la Nouvelle-Galles du Sud au cours du temps.

Les habitants vont rapidement demander la création d'un gouvernement local et obtenir du parlement britannique le New South Wales Constitution Act en 1855. La loi crée un parlement de Nouvelle-Galles du Sud formé de deux chambres dont une chambre basse, l'assemblée législative, comprenant 54 députés.
La population continue d'augmenter, un certain nombre de colonies se séparent de la Nouvelle-Galles du Sud, réduisant d'autant sa superficie et formant la Tasmanie, le Victoria…
Chaque État mène sa propre politique, créant des frontières avec les États voisins, notamment sur le Murray qui forme la frontière entre la Nouvelle-Galles du Sud et le Victoria et très rapidement des voix s'élèvent pour demander la création d'un État fédéral dont celle du Premier ministre de l'État, Sir Henry Parkes, avec son discours à Tenterfield en 1889. Edmund Barton, par la suite le premier Premier ministre d'Australie, en est un autre partisan. Une réunion, en 1893, à Corowa, esquisse un projet de constitution.
En 1898, un référendum est organisé sur le projet de fédération en Nouvelle-Galles du Sud (comme au Victoria, en Australie-Méridionale et en Tasmanie) et le oui l'emporte comme dans les autres États, mais le Premier ministre George Reid (surnommé « Oui-Non Reid » pour sa versatilité) estime que la majorité de oui n'est pas suffisante.
En 1899 ont lieu de nouveaux référendums qui voient augmenter le nombre de partisans du oui et la Nouvelle-Galles du Sud accepte les résultats du référendum à la condition que la future capitale soit située sur son territoire.
Le 1er janvier 1901, la Nouvelle-Galles du Sud participe à la création de la fédération australienne, un dominion britannique dont la première capitale est, en attendant le choix du lieu et la création de la ville, Melbourne. En 1911, la Nouvelle-Galles du Sud cède une partie de son territoire qui devient le Territoire de la capitale australienne et Canberra devient officiellement la capitale fédérale de l'Australie en 1927.

### Début duXXesiècle
Dans les années après la Première Guerre mondiale, les fermiers de la région se montrent les plus actifs sur le plan politique surtout pour montrer leur mécontentement. Les prix des marchandises ont fortement augmenté pendant la guerre et le volume du commerce mondial a fortement diminué alors que les prix de leurs productions restent bloqués par le Premier ministre Billy Hughes. En 1919, les fermiers créent le Country Party, mené au niveau fédéral par Earle Page, un médecin de Grafton, et au niveau de l'État par Michael Bruxner, un petit fermier de Tenterfield. Le parti négocie son soutien aux différents gouvernements non travaillistes contre l'obtention d'avantages pour les fermiers et la réalisation d'investissements publics dans les zones rurales.
La Grande Dépression de 1929 entraîne une période très difficile pour l'État. La flambée du chômage et l'effondrement du prix des matières premières provoquent la misère des ouvriers et la ruine des paysans. Cela entraîne non le développement du Parti communiste d'Australie qui reste toujours marginal mais l'arrivée du gouvernement travailliste populiste de Jack Lang. Le second gouvernement Jack Lang est élu en novembre 1930 sur un programme prévoyant le non-remboursement des emprunts faits auprès des Britanniques et l'utilisation de la « planche à billets » plutôt que le soutien à l'emploi grâce à des travaux d'intérêts publics. Ces mesures sont dénoncées comme illégales par les conservateurs ainsi que par le gouvernement fédéral du travailliste James Scullin. Il en résulte un lâchage de Scullin par les supporters de Lang et une grave crise au sein du parti travailliste. En mai 1932, le gouverneur de Nouvelle-Galles du Sud, Sir Philip Game, démissionne le gouvernement Lang et aux élections suivantes les conservateurs sont élus.
Au début de la Seconde Guerre mondiale en 1939, les différences de développement entre la Nouvelle-Galles du Sud et les autres États s'effacent après la création de la fédération et grâce aux mesures de protection douanières fédérales. La Nouvelle-Galles du Sud devance le Victoria cependant au point de vue industriel, commercial et financier. Le parti travailliste revient au pouvoir en 1941 sous la direction du modéré William McKell et y reste pendant 24 ans, jusqu'en 1965.

### L'après-guerre en Nouvelle-Galles du Sud
En 1965, sa chute est en partie provoquée par le projet de construction d'un opéra à Bennelong Point, un quartier de Sydney et par la controverse sur le coût du projet. Le parti libéral obtient la majorité et le gouvernement est conduit par Sir Robert Askin, une figure politique controversée avec ses partisans qui voient en lui un réformateur qui a redressé l'économie de l'État et ses adversaires qui voient en lui un homme véreux.
À la fin des années 1960, un mouvement de sécession a lieu en Nouvelle-Angleterre. Il aboutit à un référendum légèrement défavorable aux partisans de la séparation.
La démission d'Askin en 1975 est suivie par le passage sur des durées courtes de plusieurs premiers ministres libéraux. Aux élections générales de 1976, le Parti travailliste mené par Neville Wran revient au pouvoir avec un siège de majorité que Wran sait transformer en une large majorité aux élections suivantes de 1978 et 1981.
Après avoir remporté une confortable quoique moins importante majorité en 1984, Wran démissionne de son poste et quitte le parlement. Il est remplacé par Barrie Unsworth qui peine à s'imposer et est battu aux élections de 1988 par un parti libéral en pleine renaissance conduit par Nick Greiner. Unsworth est remplacé à la tête du parti travailliste par Bob Carr. Au départ, Greiner est un Premier ministre populaire grâce notamment à la création d'une commission indépendante de lutte contre la corruption. Greiner organise des élections surprises qu'il pense remporter facilement mais le Parti libéral perd sa majorité absolue et doit s'associer aux indépendants pour garder sa majorité.
Par la suite, Greiner est accusé de corruption par la commission qu'il a créée, pour avoir proposé un poste officiel à un député indépendant (un ancien député libéral) afin de le faire démissionner du parlement et de récupérer son siège à la faveur d'élections partielles. Greiner démissionne de son poste mais est blanchi par les juges. Il est remplacé par John Fahey. Bien qu'il ait été personnellement populaire, son gouvernement souffre de nombreux scandales : évasion fiscale, enregistrement illégal de conversations, harcèlement sexuel, menaces de mort. Aux élections de 1995 le Parti libéral est battu de peu et le travailliste Bob Carr arrive au pouvoir.
Comme Wran avant lui, Carr est capable de transformer son étroite majorité des élections de 1995 en une large majorité aux élections de 1999 et 2003. C'est à cette époque que Sydney accueille les Jeux olympiques d'été de 2000 qui sont perçus dans le monde entier comme un vaste succès, ce qui favorise sa popularité. Carr surprend tout le monde en démissionnant de son poste en 2005. Il est remplacé par Morris Iemma le 3 août 2005. Morris Iemma est réélu aux élections de mars 2007.
Le 5 septembre 2008, Iemma annonce sa démission de son poste de Premier ministre après avoir perdu l'appui de son parti sur les détails d'un projet de remaniement ministériel provoqué par la démission du vice-Premier ministre John Watkins. Iemma propose que cinq autres ministres quittent le gouvernement, dont Michael Costa, le ministre des Finances, et Reba Meagher, le ministre de la Santé. Les partisans de Iemma sont d'accord pour la démission du ministre des finances mais pas pour les quatre autres ministres. Face à ce rejet, Iemma démissionne. Le 5 septembre 2008, le groupe choisit à l'unanimité Nathan Rees comme Premier ministre.
En 2016 l'île Norfolk, devient une région de la Nouvelle-Galles du Sud à partir du 1er juillet 2016. Néanmoins, le conseil régional élu est favorable à l’autodétermination et entreprend des démarches en ce sens auprès des Nations unies.

## Population et société

Sydney horizon la nuit vu de la banlieue de Kirribilli.

### Démographie
| Ville                | Population (2014) |
| -------------------- | ----------------- |
| Sydney               | 4 506 814         |
| Newcastle            | 367 907           |
| Côte centrale        | 322 880           |
| Wollongong           | 289 055           |
| Albury-Wodonga (Vic) | 87 796            |
| Maitland             | 71 767            |
| Coffs Harbour        | 68 011            |
| Wagga Wagga          | 55 331            |
| Port Macquarie       | 44 848            |
| Tamworth             | 41 784            |
| Orange               | 39 741            |
| Dubbo                | 36 599            |
| Bathurst             | 35 369            |
| Nowra-Bomaderry      | 35 361            |
| Lismore              | 29 370            |
| Taree                | 26 431            |
| Ballina              | 25 042            |
| Armidale             | 23 676            |
| Goulburn             | 22 891            |
| Cessnock             | 22 166            |
| Bowral-Mittagong     | 21 889            |
| Foster-Tuncurry      | 20 693            |

En juin 2007, la population de Nouvelle-Galles du Sud s'élevait à 6,89 millions de personnes. La population augmente de 1,1 % par rapport à l'année précédente, en dessous de la moyenne nationale de 1,5 %.
62,9 % de la population de Nouvelle-Galles du Sud vit à Sydney.
En 2016, 2,9 % de la population du Territoire de la capitale australienne est aborigène ou indigène du détroit de Torrès.
36,9 % de la population s'identifie comme d'ascendance britannico-irlandaise, 22,9 % d'ascendance australienne, 5,2 % d'ascendance chinoise, 2,8 % d'ascendance italienne, 2,5 % d'ascendance indienne, 1,8 d’ascendance libanaise, 1,4 % d’ascendance allemande, 1,3 % d'ascendance grecque, 1,3 % d'ascendance philippine, 1,3 % d'ascendance vietnamienne, 0,8 % d'ascendance coréenne, 0,5 % d'ascendance maltaise, 14,5 % d'une autre ascendance représentant moins de 0,5 % de la population et 6,8 % de la population refusant de répondre à la question.
34,5 % de la population du territoire est née à l'étranger, dont 3,1 % en Chine, 3,0 % au Royaume-Uni, 1,9 % en Inde, 1,6 % en Nouvelle-Zélande et 1,2 % aux Philippines.
Alors que 25,1 % des habitants du territoire déclarent ne pas avoir de religion, 60,7 % déclarent être de confession chrétienne (24,7 % appartenant à l'Église catholique, 15,5 % à l'Église anglicane, 2,9 % à l'Église unifiée d'Australie, 2,5 % à l'Église orthodoxe, 2,5 % aux Églises presbytériennes et réformées), 3,6 % être de confession musulmane, 2,8 % de confession bouddhiste, 2,4 % de confession hindouiste, et 5,4 % d'une autre confession,.
Alors que 68,5 % de la population du territoire déclare ne parler qu'anglais à la maison, 3,2 % déclare parler mandarin, 2,1 % l'arabe, 1,9 % le cantonnais, 1,4 % le vietnamien, et 1,1 % le grec.

### Éducation

#### Primaire et secondaire
Le système éducatif de Nouvelle-Galles du Sud s'étend de la maternelle jusqu'à l'année 12 (la terminale). Le primaire correspond aux six premières années et le secondaire va de la septième à la douzième année. L'école est obligatoire jusqu'à 17 ans.
Il existe deux types d'écoles, les écoles publiques « gouvernementales » et les écoles privées « non gouvernementales » ou « indépendantes ».
Le gouvernement classifie les douze années d'écoles primaire et secondaire en six niveaux, commençant au niveau 1 (année 1 et 2) et finissant au niveau 6 (année 11 et 12).

#### Enseignement supérieur
En 2016, onze université fonctionnent en Nouvelle-Galles du Sud. L'université de Sydney, fondée en 1850, est la première du pays. L'État abrite également les universités de Nouvelle-Galles du Sud, Macquarie, de technologie à Sydney et de Sydney Ouest. L'université catholique australienne possède deux de ses six campus à Sydney.
En dehors de Sydney, les universités majeures sont celles de Newcastle et de Wollongong.

### Droits LGBT
En 1978, quand la première édition de la Marche des fiertés s’est tenue en Nouvelle-Galles du Sud, où l’homosexualité était encore illégale, les participants ont été violemment chargés par les forces de l’ordre et dizaines d’entre eux ont été arrêtés. L’homosexualité a été dépénalisée en 1984.

## Gouvernement
La Nouvelle-Galles du Sud constitue un État du Commonwealth d'Australie, lui-même régi en tant que monarchie constitutionnelle. Le roi Charles III en est le souverain et est représenté en Nouvelle-Galles du Sud par un gouverneur.

### Constitution
Le mode de gouvernement de la Nouvelle-Galles du Sud est déterminé par la constitution de l'État, modifiée à nombreuses reprises depuis 1902, notamment à la suite de la tenue de référendums. Depuis 1901, la Nouvelle-Galles du Sud fait partie du Commonwealth d'Australie : ainsi, la Constitution australienne organise les relations de l'État avec le Commonwealth. Sous la Constitution australienne, les États cèdent certains pouvoirs législatifs et judiciaires au Commonwealth, mais conservent leur indépendance dans d'autres domaines. La Constitution de la Nouvelle-Galles du Sud dispose : « La législature doit, soumise aux dispositions de la Constitution du Commonwealth d'Australie, avoir le pouvoir de faire des lois pour maintenir la paix, le bien-être et la bonne gouvernance de la Nouvelle-Galles du Sud dans toutes les situations ».
En pratique, cependant, l'indépendance des États australiens a été énormément réduite au cours du temps par la domination financière croissante du Commonwealth.

### Pouvoir exécutif
Le pouvoir exécutif est incarné par le gouverneur de Nouvelle-Galles du Sud, qui représente et est désigné par le monarque. L'actuel gouverneur est Margaret Beazley. Le gouverneur choisit comme Premier ministre le chef du parti politique ayant la majorité à l'Assemblée législative. Le Premier ministre recommande alors d'autres membres des deux chambres (la seconde étant le Conseil législatif) aux ministères, sous le principe du système de Westminster.
Le gouvernement est dirigé par le Premier ministre, actuellement Chris Minns, du Parti travailliste, depuis le 28 mars 2023.

### Pouvoir législatif
| Parti politique | Parti politique        | Assemblée législative | Conseil législatif |
| --------------- | ---------------------- | --------------------- | ------------------ |
|                 | ALP                    | 45 (+9)               | 15 (+1)            |
|                 | Libéral                | 25 (-10)              | 9 (-2)             |
|                 | National               | 11 (-2)               | 6 (-)              |
|                 | Verts                  | 3 (-)                 | 4 (+1)             |
|                 | Une Nation             | 0 (-)                 | 3 (+1)             |
|                 | SFF (en)               | 0 (-3)                | 2 (-)              |
|                 | AJP                    | 0 (-)                 | 1 (-1)             |
|                 | Libertarian            | 0 (-)                 | 1 (+1)             |
|                 | Légaliser le Cannabis  | 0 (-)                 | 1 (+1)             |
|                 | Indépendants           | 9 (+6)                | 0 (-)              |
|                 | nombre total de sièges | 93                    | 42                 |

Le siège du Parlement de Nouvelle-Galles du Sud, à Sydney.

Le Parlement de Nouvelle-Galles du Sud comprend deux chambres : l'Assemblée législative (la chambre basse) et le Conseil législatif (la chambre haute).
Les élections se tiennent tous les 4 ans le quatrième samedi du mois de mars, les plus récentes ayant eu lieu le 25 mars 2023. À chaque élection, un membre est élu à l'Assemblée législative pour chacun des 93 districts électoraux et la moitié des 42 membres du Conseil législatif est élue par l'électorat de l'État.

### Services d'urgence
Les Forces de police de Nouvelle-Galles du Sud, créées en 1862, enquêtent sur les crimes et délits dans tout l'État.
Les services de pompiers sont au nombre de deux : les volontaires de la New South Wales Rural Fire Service, actifs principalement dans les petites villes et la campagne, et les New South Wales Fire Brigades, une agence gouvernementale chargée de la protection des aires urbaines. Les zones d'intervention de ces services se chevauchent parfois à cause des nouvelles banlieues.
Les ambulances sont gérées par le New South Wales Ambulance (en).
Les services de secours (accident de la route, confinement, etc.) sont traités conjointement par tous les services d'urgence, avec les ambulances, les équipes de la police et les unités de lutte contre le feu.

## Économie

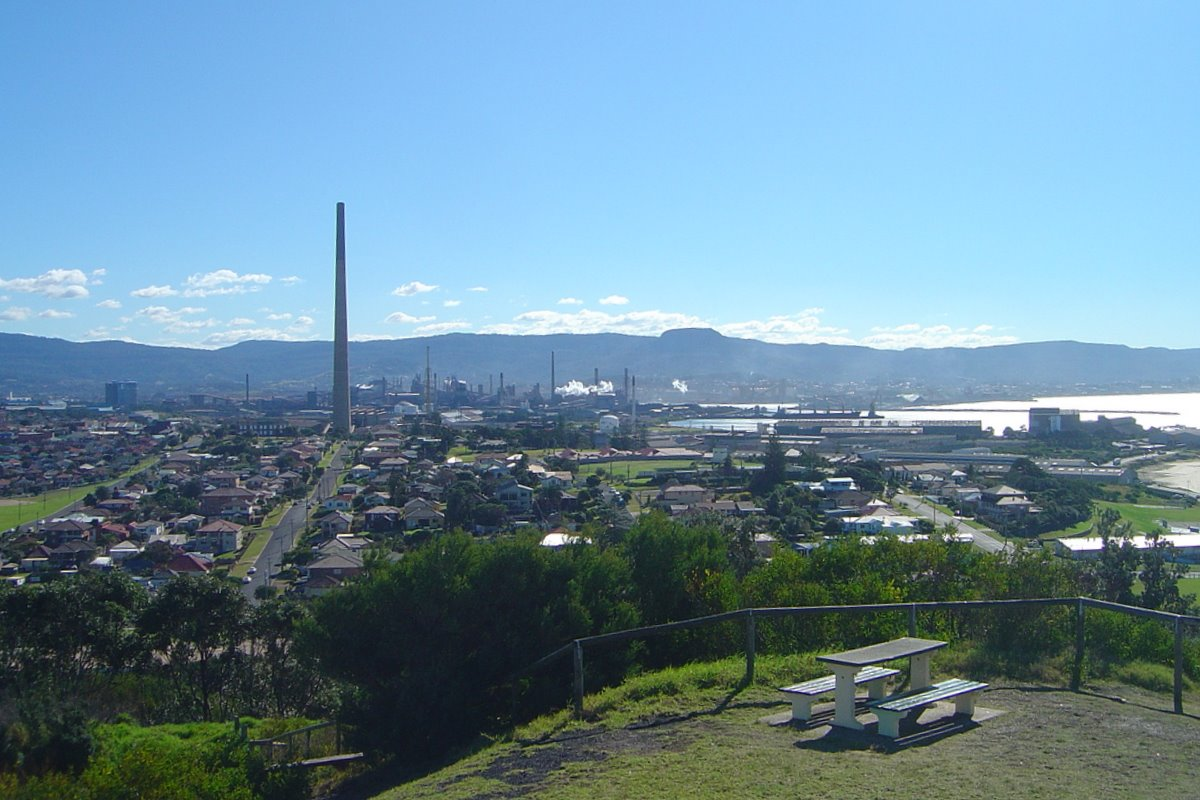
Port Kembla est remarquable
pour ses aciéries.

Depuis les années 1970, la Nouvelle-Galles du Sud a subi une transformation économique et sociale rapide. Les anciennes industries telles que les aciéries et la construction navale ont disparu et, bien que l'agriculture reste importante sa part dans les revenus de l'État est de plus en plus faible. Les nouvelles industries telles que les technologies de l'information et les services financiers sont principalement concentrées sur Sydney et ont leurs bureaux dans le centre de Sydney.
Le charbon et ses produits dérivés sont les premières exportations de l'État. Il représente 5 milliards de dollars soit 19 % des exportations de Nouvelle-Galles du Sud.
Le tourisme est aussi devenu important. Il est surtout centré sur Sydney mais aussi sur la côte nord près de Coffs Harbour et de la Byron Bay. Il représente 23 milliards de dollars dans l'économie de la Nouvelle-Galles du Sud et emploie 8 % des travailleurs.
En 2006, le PIB de l'État s'élevait à 310 milliards de dollars soit un revenu par tête d'habitant de 45 584 dollars.
La communauté des affaires de Nouvelle-Galles du Sud est représentée par la NSW Business Chamber qui compte 30 000 membres.

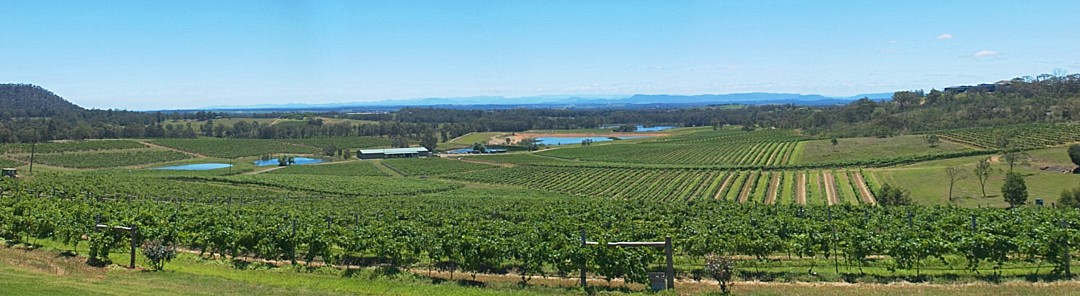
La vallée Hunter est connue pour ses vignobles.

## Environnement
Un rapport d'enquête publié en janvier 2019 accuse l'organisme chargé de la gestion du bassin de Murray, le plus grand d'Australie, de « mauvaise administration » et de « négligences grossières » alors que ses cours d'eau sont tapissés de plus d'un million de poissons morts, notamment en raison des faibles niveaux d'eau et d'oxygène.
Le rapport accuse l'administration d'avoir pendant des années déterminé illégalement les niveaux des eaux en « ignorant complètement » les projections relatives au changement climatique : « C'est la politique plutôt que la science qui a déterminé » les limites aux quantités d'eau pouvant être prélevés dans les fleuves et rivières du bassin.

## Culture
La Nouvelle-Galles du Sud accueille un certain nombre d'institutions culturelles importantes en Australie.
En musique, la Nouvelle-Galles du Sud accueille le Orchestre symphonique de Sydney, le plus grand des orchestres d'Australie. La plus grande compagnie d'opéra en Australie, l'Opéra d'Australie, a son siège à Sydney. Ces deux organisations offrent la possibilité de souscrire un abonnement à l'Opéra de Sydney. L'autre corps musical est l'orchestre de chambre d'Australie. Sydney accueille aussi la Compagnie de Ballet d'Australie lors de son passage dans la région (le siège du ballet est à Melbourne). Mis à part l'Opéra de Sydney, les représentations musicales majeures sont données au City Recital Hall et au Sydney Town Hall.
Il y a aussi un certain nombre de galeries d'art. La Galerie d'art de Nouvelle-Galles du Sud (abrégée AGNSW), possède une collection importante d'œuvres d'art australiennes, tandis que le musée d'Art contemporain d'Australie n'expose que de l'art contemporain.
Les musées majeurs sont l'Australian Museum (histoire naturelle), le Powerhouse Museum (technologie), et le Musée de Sydney (histoire). Il y a aussi le Sydney Jewish Museum.

### Sport

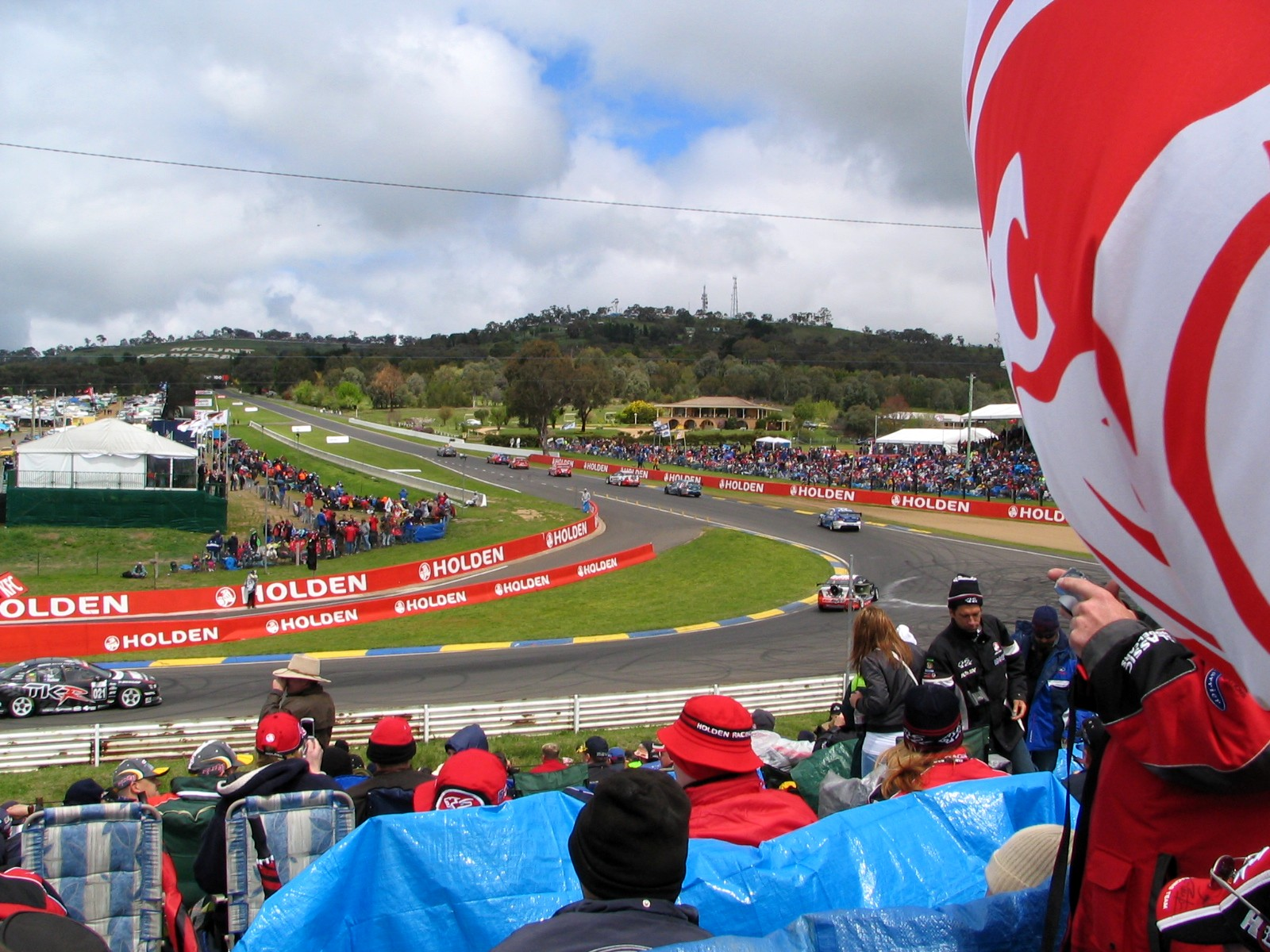
Le Bathurst 1000, qui se tient au Mount Panorama Circuit à Bathurst.

Les équipes de Nouvelle-Galles du Sud de cricket participent aux compétitions de cricket de la compétition nationale australienne de limited-overs cricket et Sheffield Shield, les Waratahs à la compétition de Super 15 et les « Blues » représentent la Nouvelle-Galles du Sud lors du State of Origin de rugby à XIII.
Des sièges de l'Australian Rugby League et de la National Rugby League (NRL) sont à Sydney, dont l'agglomération accueille 9 des 16 équipes de la NRL (South Sydney Rabbitohs, Sydney Roosters, Parramatta Eels, Cronulla-Sutherland Sharks, Wests Tigers, Penrith Panthers, Canterbury-Bankstown Bulldogs et Manly-Warringah Sea Eagles). Une dixième équipe, celles des Newcastle Knights est basée à Newcastle.
Si le rugby à XIII est le principal sport pratiqué de février à novembre, le principal sport d'été (novembre à février aux Antipodes) est le cricket.
Sydney a accueilli les Jeux olympiques d'été de 2000 et les Jeux de l'Empire britannique de 1938. Le stade olympique, connu aujourd'hui sous le nom de ANZ Stadium accueille chaque année la finale du rugby à XIII (NRL), évènement comparable au « Super Bowl » en Australie.
La finale de la Coupe du monde de rugby à XV s'y est tenue en 2003.
Le Sydney Cricket Ground accueille le Test cricket du 2 au 6 janvier de chaque année, et est aussi l'un des sites pour les finales du One-day International.
La course annuelle Sydney-Hobart commence dans le port de Sydney le Boxing Day.

### Nature
On y trouve aussi le parc national de Basket Swamp.

## Galerie

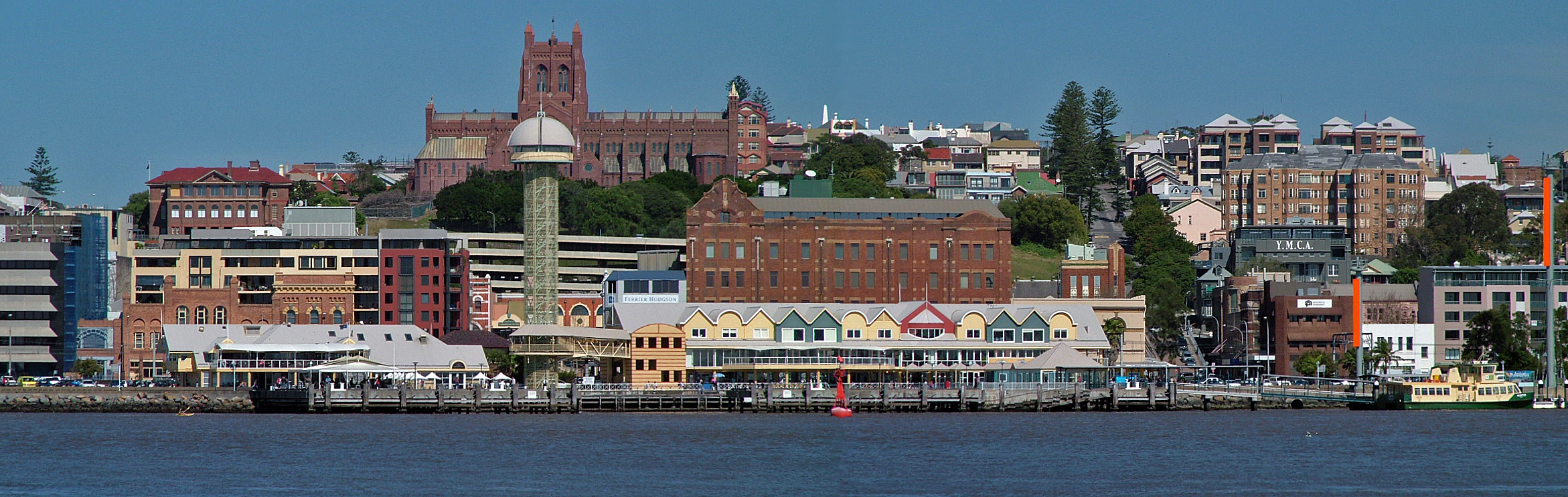
Newcastle
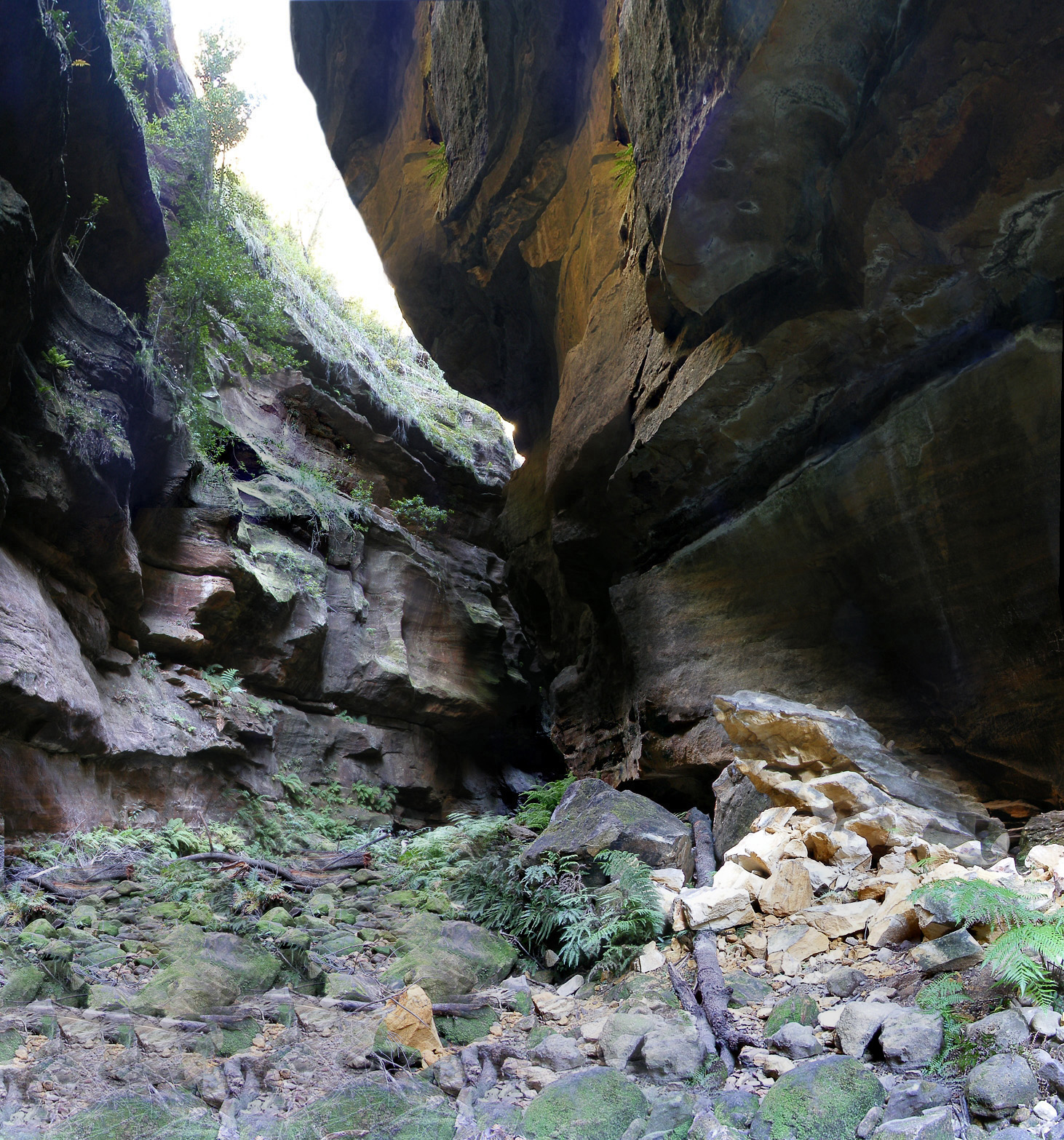
Neates Glen, Blackheath, Blue Mountains à 33° 43′ 24,9″ S, 150° 17′ 08,8″ E.
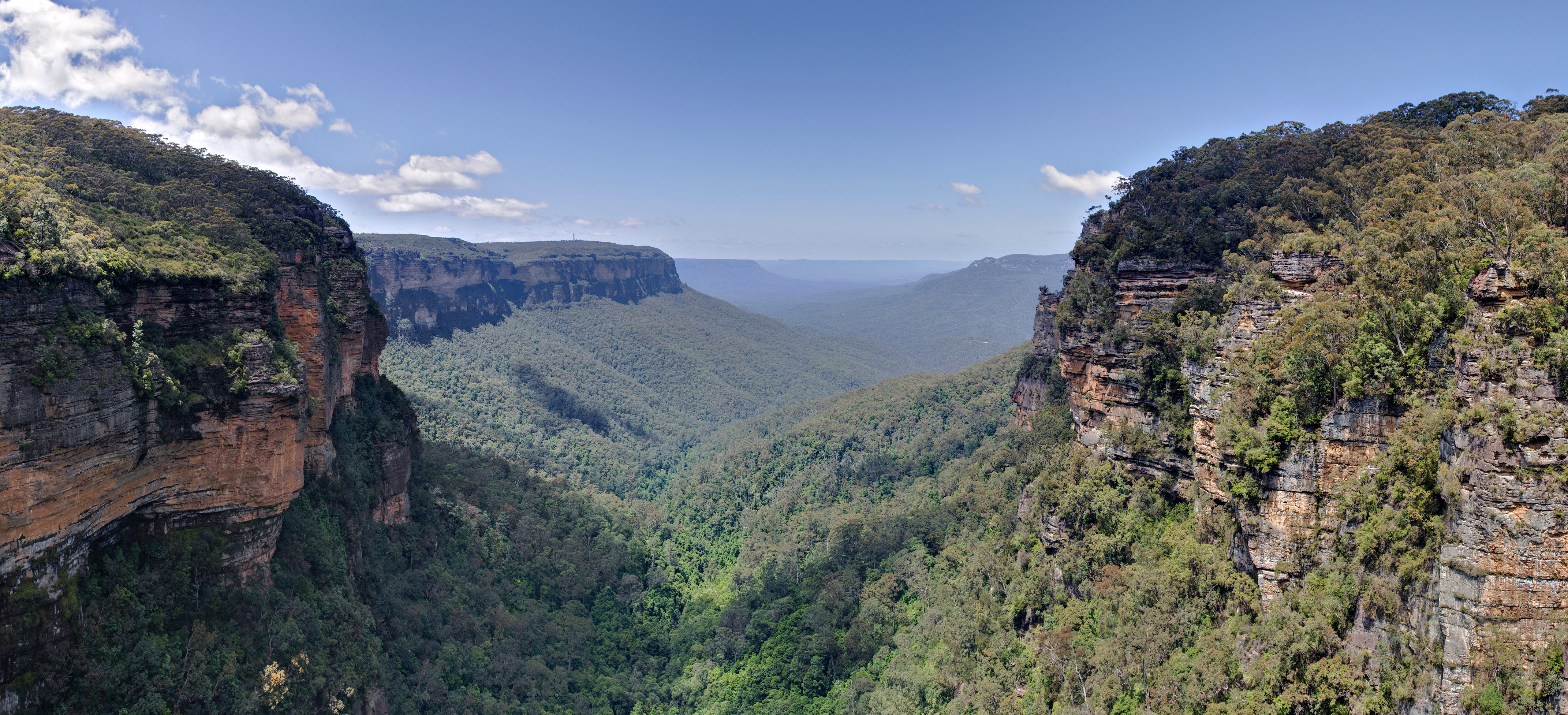
Katoomba dans les Blue Mountains.
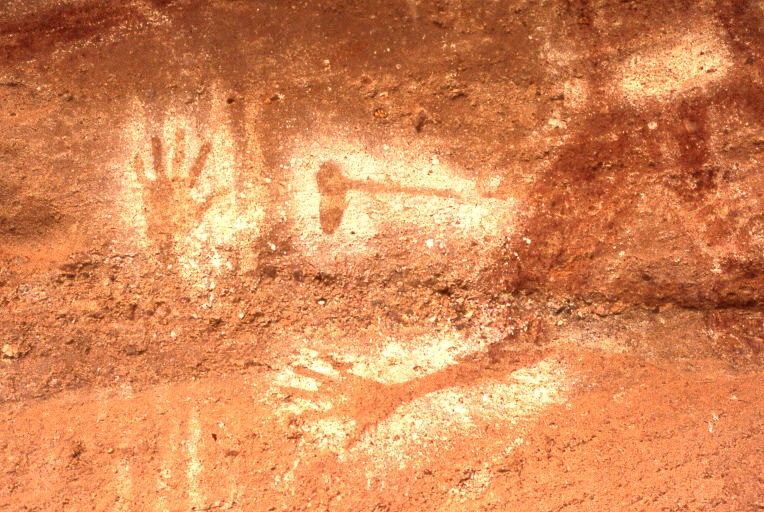
Peinture aborigène dans la Baiame Cave.

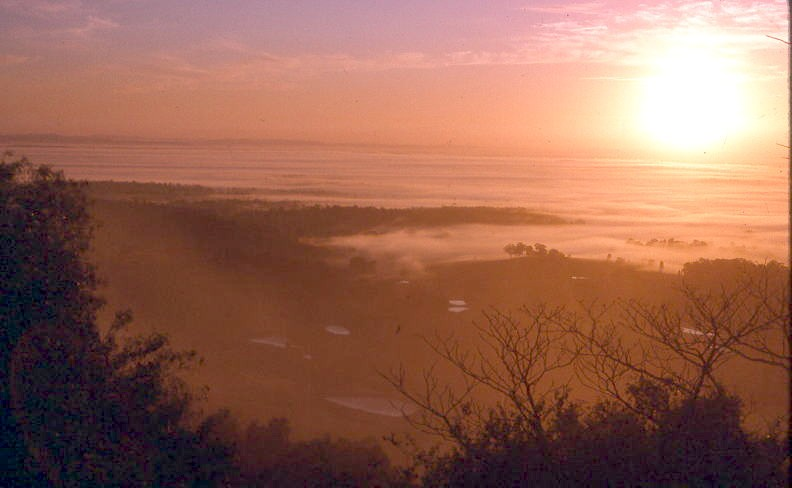
Coucher de soleil depuis Mount View Range.
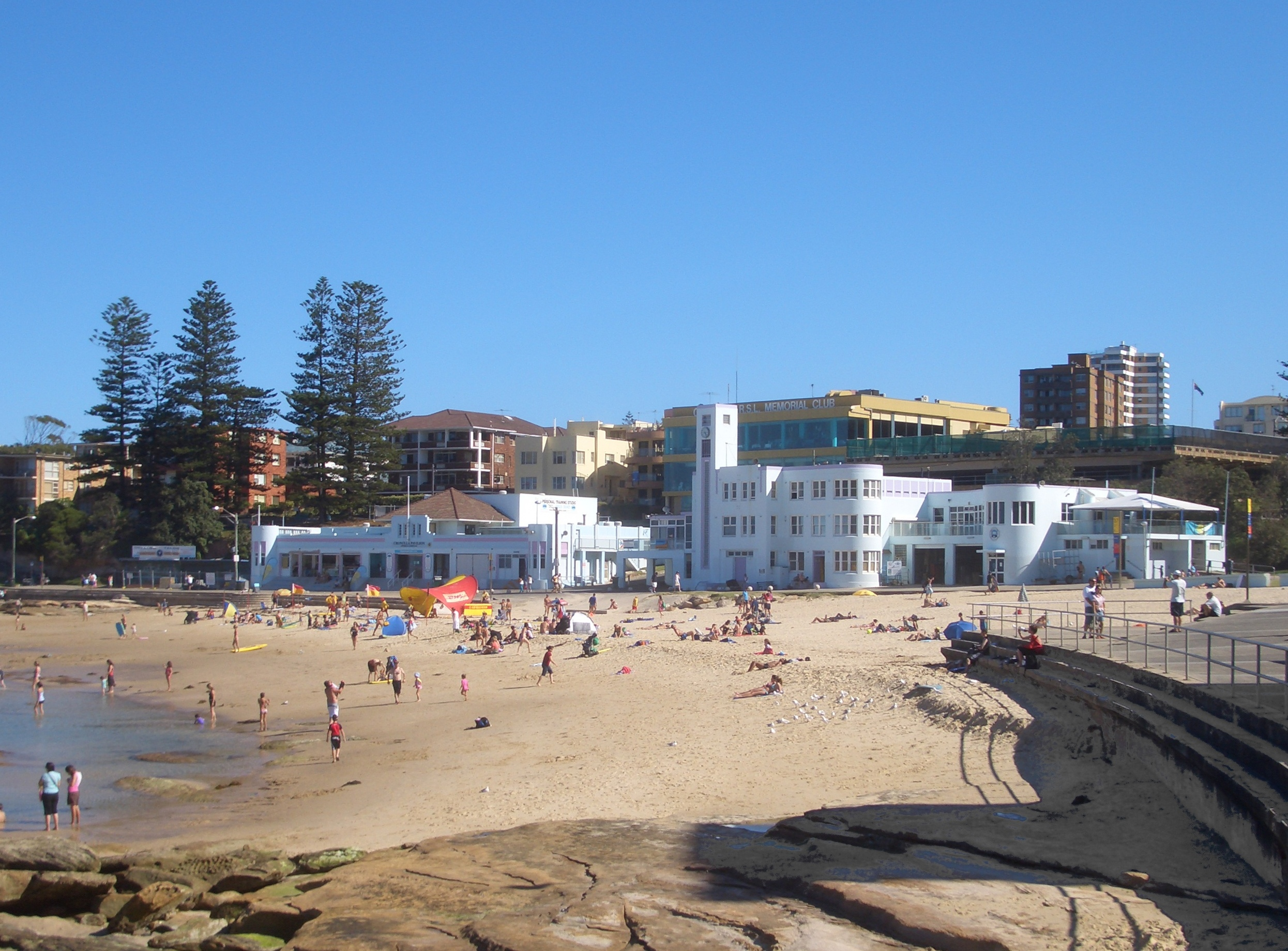
Cronulla Beach.
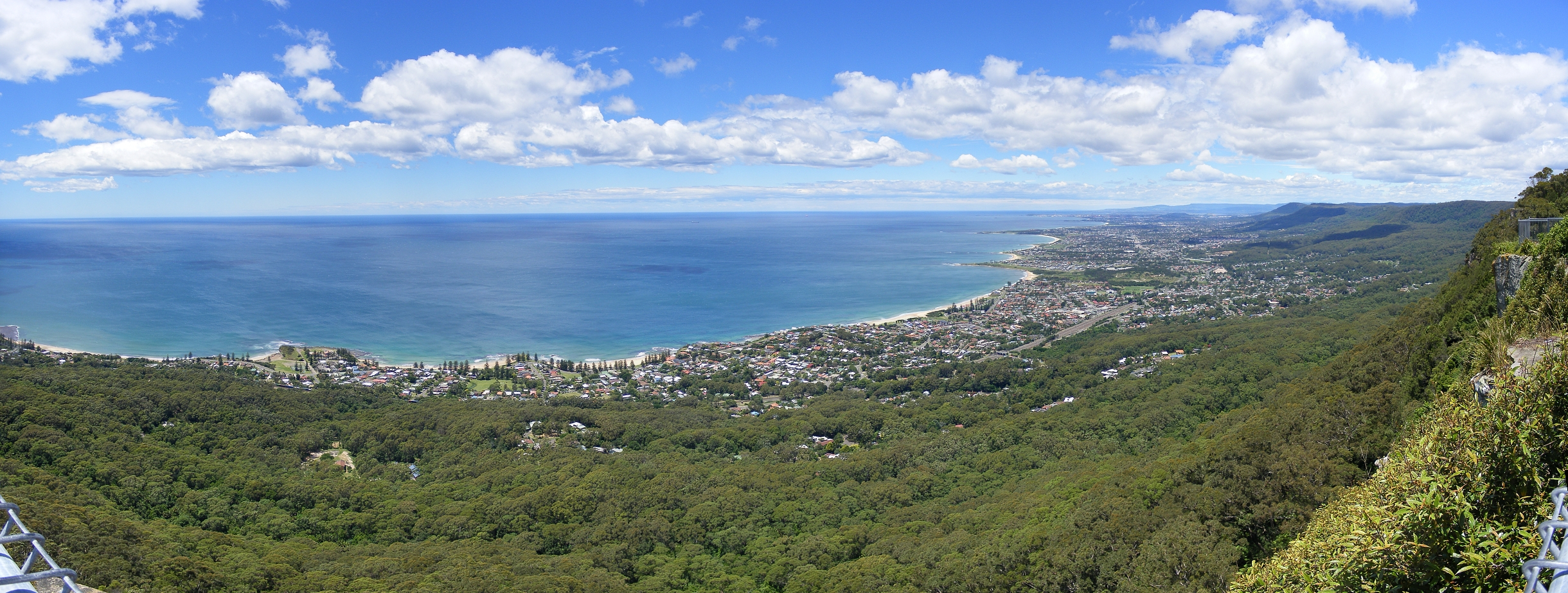
Vue depuis l'Illawarra escarpment au-dessus de Wombarra dans le Nord de l'Illawarra.